# NGC 5338
NGC 5338 (другие обозначения — UGC 8800, MCG 1-35-48, ZWG 45.132, PGC 49353) — линзообразная галактика (SB0) в созвездии Дева.
Этот объект входит в число перечисленных в оригинальной редакции «Нового общего каталога».
В галактике вспыхнула сверхновая SN 2006E типа Ia, её пиковая видимая звездная величина составила 14,3.